# Okres Skalica
Skalica ist ein Okres (Verwaltungsgebiet) im Nordwesten der Slowakei mit 46.764 Einwohnern (31. Dezember 2024) und einer Fläche von 357 km².
Der Bezirk liegt westlich der Ausläufer der Weißen Karpaten und endet im Westen an der March. Er grenzt im Norden und Westen an Tschechien (genauer an den Okres Hodonín), im Osten an den Okres Myjava im Trenčiansky kraj sowie im Süden an den Okres Senica.
Historisch gesehen liegt das Gebiet im ehemaligen Komitat Neutra (siehe auch Liste der historischen Komitate Ungarns).

## Bevölkerung
| Jahr                | 1994   | 2004    | 2014    | 2024    |
| ------------------- | ------ | ------- | ------- | ------- |
| Anzahl der Personen | 46.384 | 47.134  | 46.934  | 46.764  |
| Unterschied         |        | +1,61 % | −0,42 % | −0,36 % |

| Jahr                | 2023   | 2024    |
| ------------------- | ------ | ------- |
| Anzahl der Personen | 46.916 | 46.764  |
| Unterschied         |        | −0,32 % |

## Städte
- Gbely (Egbell)
- Holíč (Holitsch)
- Skalica (Skalitz)

## Gemeinden
| - Brodské (Brodsko) - Dubovce - Chropov - Kátov (Katow) - Kopčany (Koptschan) - Koválovec (Kleinkowallow) | - Letničie (Letnitz) - Lopašov - Mokrý Háj - Oreské - Petrova Ves (Petersdorf) - Popudinské Močidľany | - Prietržka - Radimov - Radošovce (Radoschotz) - Trnovec (Ternowetz) - Unín (Unin) - Vrádište |

Das Bezirksamt ist in Senica, Zweigstellen existieren in Skalica und Holíč.

## Kultur
In dem Artikel Denkmalgeschützte Objekte im Okres Skalica findet man Informationen über die vom slowakischen Denkmalamt geschützten Objekte im Okres.